# Fernando Sinaga
Fernando Sinaga (Zaragoza, 1951) es un escultor español, con muestras en galerías nacionales e internacionales. Muchas de sus obras se caracteriza por influencias minimalistas, aunque con aspectos formales que matizan o incluso contradicen este estilo.

## Trayectoria
Sinaga ha estado presente en la escena artística desde finales de los años 1970, pero su obra cobró mayor importancia y proyección internacional a partir de la segunda mitad de los años 1980. En 1988 se incluye su obra en la exposición ¡España!, Contemporary Spanish Artist, en el Monterrey Museum of Art, EE. UU. Un año más tarde representó a España en la exposición A ras du sol, le dos au mur, en el Centre Albert Borschette, Bélgica. En 1989 participó en la XX Bienal Internacional de São Paulo, Brasil; en 1992, en la V Triennale Felbach, de Alemania. 
En 2000 expuso en el Pabellón de España de la Exposición Universal de Hannover. Su obra fue expuesta en la exposición Arte en España, 1997-2002, Obras de la Colección Arte Contemporáneo del Patio Herreriano en la Sala de Exposiciones Manege de Moscú (2002). En el año 2005 fue incluido en las exposiciones, Elevage de poussière and other optical labyrinths, en The Annex (Nueva York) y Metoikesis en el Instituto Cervantes de Nueva York, y en el año 2010 participó en la exposición El ángel exterminador del Palais des Beaux-Arts de Bruselas.
Su exposición Ideas K, del MUSAC de León (2011), comisariada por Gloria Moure, se presentó también en el CACGM de Braganza y en el Museo de Arte Contemporáneo de Alicante (MACA) en el año 2013. Ese mismo año su obra se incluyó en la exposición Mínima resistencia. Entre el tardomodernismo y la globalización: prácticas artísticas durante las décadas de los 80 y 90 del Museo Nacional Centro de Arte Reina Sofía, Madrid.
En el año 2021 su instalación El Libro de las Suertes y los Cambios se expuso en el Museo de Arte Oriental (MAO) de Turín.
Su trayectoria artística ha recibido el reconocimiento público del Premio Aragón Goya 2010, otorgado por el Gobierno de Aragón por su trayectoria artística destacada. Por su labor investigadora, obtuvo el Premio María de Maeztu (2020), que la Universidad de Salamanca concede a la excelencia científica.
Interesado por el arte público, ha realizado varios proyectos, casi siempre en colaboración con arquitectos. Entre estos cabe destacar el de la Ciudad de las Artes y de las Ciencias de Valencia, con Santiago Calatrava y el del Parque de los Pericones (Gijón, 2002).